# Kazuko Hara
Kazuko Hara (em japonês 原嘉壽子, Hara Kazuko, 1935-2014) foi uma prolífica compositora de óperas japonesa.
Entre 1978 e 1999 escreveu 18 óperas, muitas delas tocadas em Tóquio pela Nihon Opera Kyokai ou pela Nikikai Opera e uma tocada em Itália.
Em geral Kazuko Hara compõe sobre temas japoneses, contudo a sua segunda ópera foi sobre a personagem de Conan Doyle Sherlock Holmes, para além de já ter composto uma obra dedicada ao Crime e Castigo de Fiódor Dostoiévski, para uma grande produção do Novo Teatro Nacional de Tóquio, em 1999.

## Óperas
- Pai Kibe (?)
- O livro de casos de Sherlock Holmes (Confissão) (1981)
- Iwai Uta ga Nagareru Yoruni (1984)
- Shita wo Kamikitta Onna (1986)
- Sute Hime (1989)
- Yosakoi Bushi (1990)
- Tsumi to batsu (Crime e Castigo) (1999)